# Carl af Hessen
Carl, landgreve af Hessen-Kassel, i Danmark kendt som Carl af Hessen og i Norge som Karl av Hessen (19. december 1744 – 17. august 1836) var titulær landgreve af Hessen-Kassel. Han blev dansk general og statholder i hertugdømmerne Slesvig og Holsten. Carl blev aldrig regerende landgreve, men han fik titlen Landgraf von Hessen-Kassel den 25. januar 1805.
Han var yngre søn af landgreve Frederik 2. af Hessen-Kassel og hustru Marie af Storbritannien. Den danske dronning Louise var hans moster. Carls far forlod sin familie i 1747 og konverterede til katolicismen i 1749. I 1756 flyttede Marie med sine sønner til Danmark, hvor Carl voksede op ved hoffet i København sammen med sine to brødre, Vilhelm og Frederik, og hvor Carl i 1764 blev gift med sin kusine Prinsesse Louise af Danmark. Carl gjorde militær karriere i Danmark og var statholder og kommanderende general i hertugdømmerne Slesvig og Holsten fra 1768 til 1836.
Han blev svigerfar til den danske regent, kronprins Frederik (den senere Frederik VI), der giftede sig med Carls datter Marie Sophie Frederikke. Han forsøgte flere gange med begrænset held at gøre sin indflydelse gældende over for den danske kronprins, som regerede i sin faders, Christian VII's, sted.
I størstedelen af sit liv boede Carl med sin familie på Gottorp Slot. Sommerresidensen var herregården Louisenlund ved Slien og Arresødal ved Frederiksværk. Prins Carl var en fremtrædende frimurer.

## Biografi

### Fødsel og opvækst
Carl blev født den 19. december 1744 i Kassel, hovedstaden i det lille landgrevskab Hessen-Kassel i det centrale Tyskland. Han var den anden overlevende søn af Hessen-Kassels arveprins, Frederik, i hans ægteskab med Prinsesse Marie af Storbritannien. Hans far var ældste overlevende søn af den regerende landgreve, Vilhelm 8., mens hans mor var datter af kong Georg 2. af Storbritannien og søster til den danske dronning Louise.
Forældrenes ægteskab var ikke lykkeligt, og Carls far, (der regerede som landgreve af Hessen-Kassel fra 1760 til 1785) forlod sin familie i 1747 og konverterede til katolicismen i 1749. Efter at nyheden om Frederiks konversion var blevet kendt i 1754, blev forældrene formelt separeret i 1755. Carls bedstefar, Landgreve Vilhelm 8., overlod Grevskabet Hanau og dets indtægter til Marie og hendes sønner. I 1756 flyttede Marie til hoffet i København med Carl og hans to brødre, Vilhelm og Frederik, for at deres opdragelse kunne blive fuldendt der under beskyttelse af hendes svoger, kong Frederik 5.

### Hurtig opstigen til magtens tinde
Medens den ældste af sønnerne, Vilhelm, der i 1764 ægtede Frederik 5.'s næstældste datter, Vilhelmine, senere vendte tilbage til Hessen og her gjorde sig lidet hæderlig bekendt som landgreve og kurfyrste, vedblev Carl i lighed med sin lillebror Frederik at være knyttet til Danmark. Efter at Carl allerede 15. november 1758 var blevet udnævnt til karakteriseret oberst og 1760 oberst og chef for Det falsterske Regiment, blev han i en alder af 20 år generalmajor, og det følgende år (1765) kom han i spidsen for artilleriet, en stilling, der selvfølgelig var langt over et så ungt menneskes kræfter, men hvori han havde en ypperlig støtte i den i Sachsen fødte general Heinrich Wilhelm von Huth, der 1766 blev generalløjtnant i dansk tjeneste, og hvis specialvåben artilleriet var.
Da Christian 7. besteg tronen, fik prins Carl lejlighed til at komme endnu højere til vejrs. Den unge konge kastede i nogen tid i høj grad sin kærlighed på ham, så han 1766 blev både generalløjtnant, kommandør for Garden til Fods, Ridder af Elefanten, gehejmestatsminister og formand for Det høje Krigsråd, der, efter at general Claude-Louis de Saint-Germain var faldet i unåde, stilledes i spidsen for landetaten (11. september 1766). Samtidig havde Christian 7. 4. juli samme år udnævnt ham til vicekonge eller statholder i Norge, en værdighed, der dog kun var en titel, da den gamle vicestatholder Jacob Benzon vedblev at styre embedet som tidligere. Ja, trods de stærke betænkeligheder, J.H.E. Bernstorff gjorde gældende, havde kongen givet sit samtykke til, at prins Carl ægtede hans yngste søster, den 16-årige, indtagende Prinsesse Louise. Brylluppet stod i Christiansborg Slotskirke i København den 30. august 1766.

#### Prinsens indflydelse på kongen
Der er senere af Johan Bülow og hans litterære veninde Charlotte Dorothea Biehl blevet rettet voldsomme sigtelser mod Carl af Hessen for at have haft en stor del i Christian 7.'s sædelige ødelæggelse, sigtelser, som kunne synes at vinde i vægt derved, at ikke alene Frederik Christian Rosenkrantz, men selv en mand som Henrik Stampe havde den samme opfattelse af prinsen. Der er imidlertid næppe grund til at lægge vægt på disse anklager, der støtter sig til rygter fra en tid, da luften var svanger med bagvaskelser og gensidige beskyldninger. Prinsen har åbenbart godt vidst, at der var hæslige rygter i gang om ham, og det var vistnok som et værn derimod, at han i sine Mémoires de mon temps har skildret sit forhold til kongen fra den modsatte side og har omtalt, hvorledes han søgte at påvirke ham religiøst og at drage ham bort fra udsvævelser. Hvor liden vægt dette end har i og for sig, så styrkes det ved P.F. Suhms, Ulrik Adolph Holsteins og Reverdils vidnesbyrd, hvorefter kongens sædelige fordærvelse skyldtes helt andre personer. Reverdil er afgjort velvillig i sin dom over prins Carl, og der er ikke nogen, hvis ord på dette område have større vægt end hans. De få da stå til troende trods Bülows og Dorothea Biehls domme, selv hvor den sidste støtter sig til, hvad hun siger at have hørt af Reverdil.
Derimod havde det været ønskeligt, om prinsen havde taget mindre del, end han gjorde det, i det intrigespil, der blev drevet ved hoffet og i regeringskredsene i den første tid efter Christian 7.'s tronbestigelse. Men det bør dog anerkendes, at han alvorlig støttede J.H.E. Bernstorff imod et af de stærkeste angreb, der rettedes på ham. Der er ej heller næppe nogen mand, som han i sine memoirer omtaler med større ros end Bernstorff. Imidlertid var Christian 7.'s varme følelser for ham snart fordampede, og i foråret 1767 forlod han tillige med prinsesse Louise København og tog ophold i Hanau hos sin moder

### Statholder i Slesvig og Holsten
I 1769 blev han udnævnt til statholder i Slesvig og Holsten. Han tog han derefter ophold på Gottorp Slot, hvor han med enkelte afbrydelser boede resten af livet.
I 1770 forærede Christian 7. sin søster en ejendom i Gyby ved Sliens sydlige bred mellem Slesvig og Egernførde. Her opførte Carl fra 1772 til 1776 et landsted, som han opkaldte efter sin kone og gav navnet Louisenlund.

### Intermezzo i Norge
Efter Struensees fald blev prins Carl atter draget frem på en iøjnefaldende skueplads, da han i september 1772 blev udnævnt til overgeneral i Norge. Det så netop den gang ud, som om det kunne komme til krig med Gustav III af Sverige, der kort i forvejen havde foretaget sit kendte statskup (19. august). Regeringen holdt det for klogt at sende en prins derop, der ved sit giftermål var så nøje knyttet til kongehuset, som prins Carl var det; den håbede derved at give stemningen blandt nordmændene et sikrere loyalt præg. Samtidig hævedes den forhadte ekstraskat for Norges vedkommende. Prins Carl og hans gemalinde blev meget vel modtaget i Norge, hvor blandt andre Johan Nordahl Brun hilste dem som «det himmelsendte par», og, hvis man kunne tro prinsens egne ord, blev han så populær, at nordmændene gerne ville have haft ham selv til konge; men dette var dog et selvbedrag, og folk fandt snart i Christiania, at fyrsteparrets ophold voldte byen ubehagelige udgifter. Man var derfor ikke misfornøjet med, at det ikke varede fuldt 2 år. Selv fattede han under dette ophold en kærlighed til det norske folk og en interesse for dets vel, som han ikke senere slap. Han vedblev også på en måde længe at være knyttet til det, thi uagtet han i begyndelsen af 1774 atter tog ophold på Louisenlund, lod regeringen ham beholde den øverste kommando over de norske tropper – utvivlsomt en højst mærkværdig og uheldig ordning. Omtrent samtidig med at han vendte tilbage til Slesvig, var han blevet udnævnt til feltmarskal.

### Tyttebærkrigen – atter i Norge
Medens han nu i en række år levede fjernt fra nærmere deltagelse i rigets styrelse, fik han under den såkaldte Bayerske Arvefølgekrig (1778-79) af Frederik den Store tilladelse til at følge med hans hovedkvarter. Han vandt preusserkongens velvilje og fulgte det kortvarige felttog med stor iver og interesse. I sine Mémoires de mon temps har han meddelt flere interessante udtalelser af Frederik II. Efter at regeringsforandringen 14. april 1784 havde fundet sted, fik han i nogle år atter lejlighed til at spille en rolle, da kronprins Frederik sluttede sig nøje til ham, og det i den grad, at han (1790) ægtede hans datter Marie Sophie Frederikke. 1789 udnævntes han til præses i Generalitets- og Kommissariatskollegiet. Prins Carl tog blandt andet del i de forhandlinger, som i disse år fandt sted om en omorganisation af Hæren, og han kunne endog komme til at prøve sine kræfter som hærfører, da Rusland 1788 i henhold til traktaten 1773 forlangte den dansk-norske stats hjælp imod Gustav III, der havde angrebet det i Finland. Prinsen blev da sat i spidsen for den 12000 mand stærke norske hær, der fra Norge trængte ned igennem Båhus Len, tvang et mindre svensk korps til at overgive sig ved Kvistrum Bro og truede Gøteborg. Kronprinsen fulgte med på toget. Men det fik en stakket ende på grund af Englands og Preussens mellemkomst, så krigen med Sverige næppe var begyndt, førend den ophørte. Uheldigvis havde der kun været sørget slet for soldaternes forplejning under toget, og følgen var smitsomme sygdomme, der efter dets ophør voldte 3-4000 soldaters død.

### Senere liv
En af de norske officerer, der var med ved angrebet på Sverige, den senere oberst Nicolai Tidemand, har i efterladte Optegnelser kritiseret prinsens ledelse af dette lille felttog ligesom i det hele hans færd som praktisk officer meget skarpt. Men helt retfærdig er denne kritik dog næppe. Det var imidlertid fra nu af forbi med prinsens popularitet i Norge, og i Danmark, hvor ingen havde ønsket at komme i krig med Sverige igen, gav mange – for øvrigt uden grund – ham skyld for krigen. Ligesom han i selve regeringskredsene havde en ivrig modstander i kronprinsens svoger, hertug Frederik Christian II af Augustenborg, således var fremskridtspartiet her hjemme ham lidet gunstigt, blandt andet fordi han bekæmpede trykkefriheden. Skønt han vedblev at være statholder i Slesvig og Holsten samt kommanderende general over den norske hær, tabte hans indflydelse sig efterhånden. Under konflikten med England 1801 kommanderede han den styrke, der besatte Hamborg og Lübeck; men det var kun en militær promenade, der snart endte. Landgreven ville meget gerne spille en politisk rolle, men ofte endte det med en uheldig udgang. I 1806 indledte han uden kongens vidende hemmelige forhandlinger med englænderne, og den danske regering måtte fortælle den engelske gesandt, at prins Carl intet officielt mandat havde fra den danske konge.
Han fortsatte dog med at følge med i de politiske forhold i Danmark, og da den revolutionære slesvig-holstenske bølge med Uwe Jens Lornsen opstod som modpol til helstaten, bombarderede han sin svigersøn, kongen, med det ene voldsomme brev efter det andet, hvori han kraftigt opfordrede ham til at gå frem med ild og sværd. Prins Carl synes på et vist tidspunkt at have bragt kongen helt ud af ligevægt, men snart fik de ansvarlige ministre ham beroliget, og kun dårligt formåede Carl at skjule sin skuffelse over den lemfældighed, hvormed man gik frem mod Lornsen. Han udviklede i et brev i denne forbindelse sine tanker om "Tidens onde Magter", som bl.a. inkluderede "Illuminatismus, Karbonarismus, Radikalismus, Liberalismus" og "falsche Freimauerei", hvilket fik historikeren Hans Jensen til at betegne prinsen som "næppe helt vel forvaret" i sin alderdom.
I året 1814 blev han generalfeltmarskal og 1817 Storkommandør af Dannebrog.
Lokalt spillede han også en rolle. I kraft af sin rolle som frimurer grundlagde han forskellige stiftelser, fx fattighuset i Slesvig by (1802), og desuden grundlagde han støberieret Carlshütte ved Rendsborg, der blev en vigtig fabrik i den tidlige industrialisering. I 1789 begyndte han at udparcellere sine godsejere og året efter ophævede han livegenskabet.
17. august 1836 døde han på Louisenlund i den usædvanligt høje alder af 92 år. Han er begravet i Slesvig Domkirke.

## Personlige interesser
Carl var en stor ynder af teater og opera og øvede en del indflydelse på sit eget hofteater i Slesvig.

### Frimureri
Frimureriet og interessen for religiøse emner prægede prins Carl hele livet. Efter atter af have bosat sig på Louisenlund blev han optaget i en frimurerloge. Enten blev han den 4. marts 1775 optaget i logen Josua zum Corallenbaum i Rendsborg, eller også var han allerede i 1774 gået ind i en loge i Slesvig by. Han kom i de næste 60 år til at stå i spidsen og aktivt arbejde for frimureriet i Danmark. 25. juli 1775 gik han over til den såkaldte strikte observans. Her blev han med det samme Superior Ordinis et Protector for præfekturerne Binin (= København) og Eydendorp (= Slesvig).
Carl af Hessen fornemmede i disse år, at Sveriges kongelige var ledende inden for den strikte observans og søgte at bruge denne indflydelse politisk. Prins Carl prøvede at forhindre, at hertugen af Södermanland blev valgt til hærmester for den 7. frimurerprovins, men forgæves. Carl prøvede at få adgang til forsamlingen i Hamborg 1777 via frimurer og gehejmeråd Sigismund Vilhelm von Gähler, men forgæves. I stedet stræbte han efter at gøre det danske og slesvigske frimurervæsen uafhængigt. I 1778 blev han udnævnt til Protector Domorum Ordinis og Meister vom Stuhl for præfekturet Ivenak (dvs. Hamborg), der omfattede fire loger. Han havde allerede 1776 sammen med frimureren, hertug Ferdinand af Braunschweig, stiftet logen Ferdinande Caroline, som i 1787 blev fulgt op af bilogen Ferdinand zum Felsen. 1778 antog han også titlen Protector et Superior Ordinis in Dania, dvs. overhoved for det danske frimurervæsen og blev 1779 coadjutor og potentiel efterfølger til hærmesteren for den 7. provins, i same år provinsialstormester for storprioratet Tyskland (omfattede reelt Sydtyskland) og coadjutor for den 8. provins.
I samme år gik han over til det såkaldte Lyon-system, og i 1780 indkaldte Carl af Hessen sammen med den fungerende generalstormester, hertug Ferdinand af Braunschweig, til et generalkonvent i Wilhelmsbad ved Hanau, som blev gennemført 16. juli til 1. september 1782, hvor den strikte observans blev opgivet og erstattet af Lyon-systemet. De to fyrstelige personer var de ledende kræfter i denne udvikling, der skabte en modvægt til bl.a. det svenske frimurervæsen. På konventet blev indført en valgfri riddergrad (Ritter der Wohlthätigkeit, dvs. riddere af den gode vilje), hvilket blev tiltrådt af Carl af Hessen i Danmark og hertugdømmerne samt af logerne i Frankrig, men ikke implementeret af logerne i Tyskland og Italien. Hertug Ferdinand blev generalstormester for den nyomdannede orden, der fik en ny inddeling i provinser, nye love etc. Prins Carl blev udnævnt til potentiel efterfølger for generalstormester Ferdinand.
I 1792 blev Carl af Hessens position støttet fra officielt hold, idet kongen (eller rettere kronprinsen, den reelle magthaver) udstedte en kabinetsordre, der gav frimureriet officiel anerkendelse. Betingelsen var, at samtlige eksisterende og fremtidige loger i Danmark og hertugdømmerne skulle anerkende Carl af Hessen som deres overordnede.
Efter hertug Ferdinands død blev Carl æret som generalstormester for sine loger. Han stiftede i denne egenskab i 1817 logen Carl zum aufgehenden Licht i Frankfurt am Main. Selv om Carl formelt kun var anerkendt som autoritet i Tyskland af loger i Altona og Hanau, udstedte han ofte befalinger om oprettelser af nye loger etc. 1792 blev han tillige udnævnt til provinsialstormester i England af fyrsten af Wales, der var generalstormester for Storbritannien.
Prins Carl var, som Allgemeines Handbuch der Freimaurerei skriver, en af de mærkeligste tyske frimurere på sin tid. Han var ufatteligt videbegærlig, nysgerrig, religiøst sværmende og organisatorisk aktiv, men optrådte samtidig uden klare mål og kastede sig over alkymi, okkultisme, understøttede charlataner som grev Saint-Germain etc. Hele livet søgte han de "hemmelige øverste", vogterne af den "sande hemmelighed". Han gik også ind i Illuminatiordenen, i Rosenkreutzerne, i Asiatische Brüder og var medstifter af Philaletherne under et ophold i Paris 1773. Han samlede bl.a. på ordenspapirer fra hele verden, og hans arkiv blev senere overført til Den Danske Frimurerorden, som derfor har en af de righoldigste beholdninger af arkivmateriale om frimureriet i verden.
Det mest interessante levn fra Carls virke som frimurer er dog frimurerhaven ved Louisenlund Slot. Han og gemalinden Louise lod slottet bygge 1772-76 ved landbygmester Johann Hermann von Motz, som var fra Kassel og protegeret af prins Carl. Johann Caspar Bechstedt stod for haven, der blev udvidet i etaper. Parken var bundet sammen af strukturer, der markerede rituelle stadier, og som samtidig var typiske for dyrkelsen af det eksotiske. Den rummede bl.a. en søjle (Louisensäule, 1780), en obelisk (Mariensäule, 1790), et nygotisk tårn (1774), en venskabssten (Freundschaftsstein, 1804), et nordisk hus, en ægyptisk portal (1780), kunstige runesten (1796-97), et solur (1794), et alter (1804) etc.
Logen Absalom i Hamborg lod en mønt slå til ære for prinsen.

## Vurdering
Prins Carl var endog efter bitre modstanderes dom en velbegavet mand, og hans efterladte skrifter giver indtryk af, at han var en livlig natur med flersidige interesser. I modsætning til de sigtelser, vi har set, fra nogle sider er blevet rettet imod ham, er han af andre som fx den kendte Bernt Anker i Norge blevet hævet til skyerne, også fra karakterens side, og selv grev Woldemar Friedrich von Schmettow, der vakte hans heftige forbitrelse ved nogle flyveskrifter, han udgav om den danske og norske hærordning (1792 og 1793), har rost ham stærkt som en elskværdig mand. Hans skrifter viser ham i det hele som en velmenende og mildt dømmende, men tillige som en meget forfængelig mand. Det taler til fordel for hans sunde sans, at han satte Ludvig Holberg overordentlig højt, og det fortjener anerkendelse, at han havde stærk sympati for landboreformerne; men det var lidet heldigt, at hans religiøsitet var tilsat med en overtroiskhed, der dels gjorde ham til en stor beundrer af den kendte undermager og mysticist Grev de Saint-Germain (ikke identisk med den danske hærfører), dels førte ham ind på i årene omkring 1790 at få spiritistkunster og sonambulevæsen i gang ved hoffet, og det efter en sådan målestok, at de gik til det næsten afsindige og endog i nogen tid truede med ganske at forrykke hovedet på selv en så lidt mystisk anlagt natur som kronprins Frederik.

## Ægteskab og børn
Carl af Hessen blev gift på Christiansborg Slot i København den 30. august 1766 med sin kusine prinsesse Louise. Det blev begyndelsen på en lang række familierelationer mellem det danske og hessiske kongehus, der fortsatte ind i 1800-tallet.
Carl af Hessens børn var:
| Navn                    | Født                        | Død                         | Bemærkninger |
| ----------------------- | --------------------------- | --------------------------- | --- |
| Med Louise af Danmark   |                             |                             | |
| Marie Sophie Frederikke | 28. oktober 1767, Hanau     | 21. marts 1852, København   | gift på Gottorp Slot 31. juli 1790 med kronprins Frederik, dronning af Danmark og Norge 1808-1839                                       |
| Vilhelm                 | 26. januar 1769, Hanau      | 14. juli 1772, Hanau        | |
| Frederik                | 24. maj 1771, Gottorp       | 24. februar 1845, Panker    | gift i Norge 21. maj 1813 med Klara von Brockdorff, dansk general og statholder                                                         |
| Juliane                 | 19. januar 1773, København  | 11. marts 1860, Itzehoe     | protestantisk abbedisse for den adelige damestiftelse i Itzehoe                                                                         |
| Christian               | 14. august 1776, Gottorp    | 14. november 1814, Odense   | dansk general, forlovet med sin niece Prinsesse Caroline af Danmark                                                                     |
| Louise Karoline         | 28. september 1789, Gottorp | 13. marts 1867, Ballenstedt | gift på Gottorp 28. januar 1810 med Vilhelm, parret blev senere titulær hertug og hertuginde af Glücksborg og forældre til Christian 9. |

## Gengivelser
Af de talrige billeder nævnes en miniature af Cornelius Høyer (på Rosenborg), et forsvundet maleri af Jens Juel, hvoraf kopier findes på Clausholm og i Frederiksværk Museum (deponeret af Frederiksborgmuseet), et maleri af C.A. Lorentzen (Frederiksborgmuseet), en pastel af Christian Horneman (sammesteds), flere ukunstneriske malerier af prins Carl som gammel (Rosenborg). Sortkunstblad af Joh. E. Haid 1774, Stik af L. Schlemmer efter tegning af Goos 1805. Litografier efter tegning af Moses Mendel 1828, af C.C.A. Bøhndel 1830, af Johan Friedrich Fritz efter maleri af prins Carl i rullestol foran Louisenlund af Valentin Wassner 1834 (1834, på Glücksborg Slot, flere replikker) og af G. Müller 1837.
I Gemäldegalerie i Berlin findes et portræt malet af Jean-Baptiste Perronneau.

## Primærkilder
- Carl af Hessen, Le prince Charles de Hesse, Mémoires sur la campagne de 1788 en Suede, 1789.
- Carl af Hessen, Mémoires de mon temps, 1861.
- C.J. Anker (red.), Prins Carl af Hessens Optegnelser 1744-1784, Kristiania: F.T. Mallings Boghandels Forlag 1893. Norsk/dansk oversættelse af de franske memoirer.
- Efterretning om Felttoget i Sverrig 1788, ved Carl, Prinds af Hessen (1789) findes digitalt tilgængelig på kb.dk